# La falsa strada
La falsa strada è un cortometraggio italiano del 1913 diretto da Roberto Danesi.

## Trama

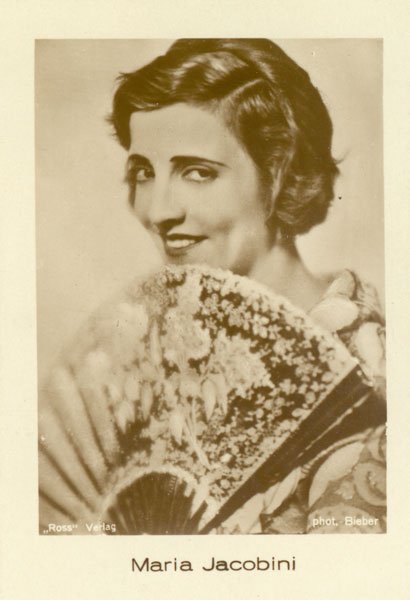
L'attrice Maria Jacobini

Lasciata la sua villa in campagna il conte Renzi va a Roma, e al campo di corse dei Parioli incontra i suoi vecchi amici e le signore più in voga, tra le quali Maria, un soprano che lo colpisce in modo particolare. Prende a frequentarla sempre di più fino a chiederla in sposa. Maria accetta. Rinuncia a vita mondana e carriera per ritirarsi a vita privata e dedicarsi ad un uomo diverso dai fatui corteggiatori. Ma dopo qualche tempo Maria ha nostalgia dei tempi passati. Per tenerla con sé Renzi le mette a disposizione ogni sua ricchezza, ed anche di più. Si fa infatti prestare una grossa somma dal vicino Curti, che ha da tempo messo gli occhi sulla donna. Durante una festa dalla città giunge a Renzi la notizia di una sua completa rovina finanziaria, e Curti, respinto per l'ennesima volta da Maria, mette una cambiale all'incasso. Mentre i due uomini ne discutono Renzi vede una gardenia della moglie nel portafogli di Curti, e senza sapere che questi l'ha rubata alla donna lo afferra per il collo e lo uccide, poi prende una rivoltella e si spara. A questo punto arriva Maria, che aveva deciso di vendere i suoi gioielli e può solo raccogliere l'ultimo respiro del marito morente.

## Critica
(G. Enio. La Vita Cinematografica. 15 maggio 1913)